# あさみあきお

あさみ あきお（本名：浅見 昭男、1953年6月5日 - ）は、ミュージシャン、作詞家、作曲家、JASRAC会員作家でもある。滋賀県伊香郡高月町（現・長浜市）出身。

## 来歴・人物
フォークグループシグナルのメンバーとして「20歳のめぐりあい」をヒットさせる。以後は、堀内孝雄のバックバンド『堀内孝雄&ケインズ』のギタリストとして活躍。
現在は1984年に結婚した夫人の歌手・堀江美都子の個人事務所『オフィス・ミッチ』の代表であるかたわら、作詞・作曲活動もこなし、堀内孝雄のコンサートではギターを担当する。仲人の笑福亭鶴瓶とは、MBS（毎日放送）ラジオの深夜番組「MBSヤングタウン」の月曜日を共に担当していた縁である。実家は薬局。